# 巴格利
巴格利（Bagli），是印度中央邦德瓦斯县的一个城镇。总人口10122（2001年）。

## 人口
该地2001年总人口10122人，其中男性5180人，女性4942人；0—6岁人口1526人，其中男753人，女773人；识字率63.62%，其中男性为73.03%，女性为53.76%。